# 李應薦
李應薦（？—1639年），號任寰，山东东昌府恩縣人。

## 生平
万历三十七年（1609年）己酉科山东乡试举人，四十一年（1613年）癸丑科進士，户部觀政，授山西大同知縣，四十六年本省同考，泰昌元年十月考选，候补御史，天啓元年二月补广西道监察御史。后告归。以阉党李鲁生举荐，天啓五年复除河南道御史，四月巡按庐凤淮扬等府，以凤淮扬徐等府州县灾伤，条请蠲折分数。七年三月管北京畿道刷卷，条陈京闱切要事宜。八月与御史卓迈同监顺天乡试，寻以殿工加升太仆寺少卿。
崇祯元年五月免职，九月以附魏忠贤入阉党逆案，被削职。崇祯十二年（1639年），清兵入山东，李应荐捐资募兵，助恩邑令张贺守城，比城陷，应荐身中一枪，犹率家丁格斗，及被俘，厉声大骂，斫二刀，断一指而死。祀忠义祠。

## 家族
曾祖李敏忠，通判。祖父李天啓。父李晖光，邑庠生，安贫守道，义方训子。后隐居娄敬山，号完虚子。